# Любка Вълкова
Любка Асенова Вълкова е български лекар и поет.

## Биография
Д-р Любка Асенова Вълкова е дъщеря на д-р Асен Попов и Вера Германова (Попова) , възпитателка в Практическо девическо земеделско училище-Кочериново (1938 – 1943), в Професионална гимназия по селско стопанство „Свети Климент Охридски“, Кюстендил (1943 г. – 1948 г.) и в Дом за деца и юноши – Благоевград.
За 100-годишнина на майка ѝ – учителката Вера Попова – на 10.12.2017 г. Мира Добрева разказва в предаването си „Отблизо с Мира Добрева“ 
На 10-годишна възраст Любка със семейството си се преселва да живее в Благоевград, където завършва средното си образование.
През 1971 г. завършва Хуманна медицина в Медицинска академия – София, след което специализира белодробни болести. Работила е като началник белодробно отделение в Диспансер по белодробни болести – Благоевград.
През 2017 г. д-р Любка Вълкова е в състава на трудово-експертна лекарска комисия (ТЕЛК) към „МБАЛ-Благоевград“ АД.
Любовта към поезията дължи на своята майка Вера Германова (Попова), която я учи да рецитира големите български поети и да печели много конкурси.
От детско-юношеска възраст Любка се занимава с музика и рисуване, които оставят своите следи в нея и продължават да ѝ доставят естетическа наслада.
Лирическите си творби д-р Любка Вълкова представя пред ученици от Благоевград, които са сред ценителите на нейната стихосбирка „Храм на любовта“.
Своето стихотворение за Апостола на свободата Васил Левски поетесата-лекар лично прочита пред публика през 2013 г. по повод 140-ата годишнина от гибелта на Апостола.

## Творчество
- Храм на любовта (2009)
- Поетична броеница (2012)
- Пленени ята (2015)
- Душата на поета (2017)

- Храм на любовта, д-р Любка Вълкова
- Поетична броеница, д-р Любка Вълкова
- Пленени ята, д-р Любка Вълкова